# リザ・レーマン
リザ・レーマン（Liza Lehmann, 1862年7月11日 ロンドン - 1918年9月19日 ）は、イングランドのオペラ歌手（ソプラノ歌手）。また、主に歌曲の作曲家としても名を遺した。

## 略歴
エリザビーサ・ニーナ・メアリ・フレデリカ・レーマン（Elizabetha Nina Mary Frederica Lehmann）として、ドイツ人画家ルドルフと、音楽教師の母親アメリア（旧姓チェンバーズ）との間に生まれる。母親はA.L.の頭文字で作曲家・編曲家としても活動していた。知的で芸術的な環境に育ち（Baker, 1992, p. 1030）、少女時代をドイツやフランス、イタリアで過ごす。ロンドンでは声楽をアルベルト・ランデッガーとジェニー・リンドに、作曲をヘイミッシュ・マッカンに師事。またローマでニールス・ラウンキルデに、ヴィースバーデンでヴィルヘルム・フロインデンベルクに作曲を師事した。
1885年11月23日にマンデイ・ポピュラー・コンサートにおいて声楽家としてデビューし、以後9年間イングランドの重要な演奏会に演奏者として携わり、ヨーゼフ・ヨアヒムやクララ・シューマンら、ヨーロッパ大陸の重要な音楽家からも激励を受けた。
1894年7月14日にセント・ジェイムズ・ホールにおいて引退公演を行い、舞台を去ると、作曲家・画家のハーバート・ベッドフォードと結婚。その後は作曲活動を続けることに専念した。2年後の1896年には、代表作であるピアノ伴奏連作歌曲集《ペルシャの花園（In a Persian Garden）》を完成させる。これは、『ルバイヤート』（オマル・ハイヤームの詩集）をエドワード・フィッツジェラルドがカトレーン形式に翻案したものに曲付けされている。続く数年間に、さらに多くの歌曲集などを手懸け、1910年には自作を携えてアメリカ合衆国に演奏旅行を行って成功をおさめている。1911年と1912年には、女性音楽家協会（the Society of Women Musicians）の初代会長に就任しており、ギルドホール音楽学校の声楽教授にも就任し、指導書『声楽を学ぶ人のための実践的な心得（Practical Hints for Students of Singing）』を執筆した。

## 作風
リザ・レーマンは、モード・ヴァレリー・ホワイトと並んで、20世紀初頭のイングランドでは進歩的な女性作曲家の一人であった。いずれもアルフレッド・テニスンの『イン・メモリアム』など、まじめな詩句に曲付けして独唱曲を作曲したが、より軽い素材に曲付けすることにも長けていた。レーマンの作品は、今日では見過ごされ、また軽視されがちではあるものの、創意に富んでいる。童謡もふんだんに残しており、曲集《ひなぎくの花輪（The Daisy-Chain）》には、甘美だが平凡な「お庭の地べたに妖精さんがいる ‘There are fairies at the bottom of our garden’」から、音楽的にも和声的にも豊かで情熱的な「お星様 ‘Stars’」に至るまで、さまざまな童謡が含まれている。レーマンは、舞台音楽はほとんど手懸けなかったものの、テノール歌曲「ああ、わが麗しの月 ‘Ah, moon of my delight’」（《ペルシャの花園》）はオペラのレチタティーヴォとアリア風に繰り広げられるが、今日はアリア風の部分のみが知られている。

## 主要作品一覧

### 舞台音楽
- Sergeant Brue, musical farce (London, June 14, 1904)
- The Vicar of Wakefield, light opera (Manchester, November 12, 1906)
- Everyman, 1-act opera (London, December 28, 1915)

### オーケストラ伴奏歌曲
- Young Lochinvar, text by Walter Scott, baritone, chorus, and orchestra (1898)
- Endymion, text by Longfellow, soprano and orchestra (1899)
- Once Upon a Time, cantata (London, February 22, 1903)
- The Golden Threshold, text by S. Naidu, S, A, T, Bar, chorus, and orchestra (1906)
- Leaves from Ossian, cantata (1909)

### ピアノ伴奏四重奏曲
- In a Persian Garden (E. FitzGerald, after O. Khayyām) (1896)
- The Daisy-Chain (L. Alma-Tadema, R.L. Stevenson and others) (1900)
- More Daisies (1902)
- Nonsense Songs (from L. Carroll: Alice in Wonderland) (1908)
- Breton Folk-Songs (F.M. Gostling) (1909)
- Prairie Pictures (Lehmann) (1911)
- Parody Pie (1914)

### 独唱曲
- Mirage (H. Malesh) (1894)
- Nine English Songs (1895)
- Eight German Songs (1888)
- Twelve German Songs (1889)
- In memoriam (Tennyson) (1899)
- Cameos: Five Greek Love-Songs (1901)
- Five French Songs (G. Boutelleau, F. Plessis) (1901)
- To a Little Red Spider (L.A. Cunnington) (1903)
- The Life of a Rose (L. Lehmann) (1905)
- Bird Songs (A.S.) (1907)
- Mr. Coggs and Other Songs for Children (E.V. Lucas) (1908)
- Liza Lehmann Album (1909)
- Five Little Love Songs (C. Fabbri) (1910)
- Songs of a ‘Flapper’  (Lehmann) (1911)
- Cowboy Ballads (J.A. Lomax) (1912)
- The Well of Sorrow (H. Vacaresco: The Bard of the Dimbovitza) (1912)
- Five Tenor Songs (1913)
- Hips and Haws (M. Radclyffe Hall) (1913)
- Songs of Good Luck (Superstitions) (H. Taylor) (1913)
- Magdalen at Michael’s Gate (H. Kingsley) (1913)
- The Poet and the Nightingale (J.T. White) (1914)
- The Lily of a Day (Jonson), 1917
- There are Fairies at the Bottom of Our Garden (R. Fyleman), 1917
- When I am Dead, My Dearest (C. Rossetti), 1918
- Three Songs for Low Voice (Meredith, Browning) (1922)

### その他の声楽曲
- The Secrets of the Heart (H. Austin Dobson), soprano, alto, and piano (1895)
- Good-Night, Babette! (Austin Dobson), soprano, baritone, violin, ‘cello, and piano (1898)
- The Eternal Feminine (monologue, L. Eldée) (1902)
- Songs of Love and Spring (E. Geibel), alto, baritone, and piano (1903)
- The Happy Prince (recitation, O. Wilde) (1908)
- Four Cautionary Tales and a Moral (H. Belloc), two voices and piano (1909)
- Four Shakespearean Part-Songs (1911)
- The Selfish Giant (recitation, Wilde), 1911
- The High Tide (recitation, J. Ingelow) (1912)
- Behind the Nightlight (J. Maude, N. Price) (1913)
- Three Snow Songs (Lehmann), solo voice, piano, organ, female chorus (1914)

### 器楽曲
- Romantic Suite, violin and piano (1903)
- Cobweb Castle, piano solo (1908)

### 著作
- The Life of Liza Lehmann, by Herself (London, 1919)
- Practical Hints for Students of Singing

## 参考書籍
- Baker, Theodore (1992), “Lehmann, Liza”, in Slonimsky, Nicolas, Baker's Biographical Dictionary of Musicians, Eighth Edition, New York: Schirmer Books, pp. 1030-1031, ISBN 0-02-872415-1.
- Banfield, Stephen (2001). "Liza Lehmann". In Root, Deane L. (ed.). The New Grove Dictionary of Music and Musicians (英語). Oxford University Press. {{cite encyclopedia}}: |access-date=を指定する場合、|url=も指定してください。 (説明)
- Banfield, Stephen (1995), “Lehmann, Liza”, in Sadie, Julie Anne & Rhian Samuel, The Norton/Grove Dictionary of Women Composers, New York: W. W. Norton, pp. 275-277, ISBN 0-333-515986.
- Stern, Susan (1978). Women Composers: A Handbook. Metuchen, New Jersey: The Scarecrow Press, Inc.. pp. p. 109. ISBN 0-8108-1138-3